# Aksel Andersen
Aksel Andersen (ur. 18 czerwca 1924, zm. 29 czerwca 2018) – duński uczestnik II wojny światowej jako członek kolaboracyjnych formacji zbrojnych w służbie III Rzeszy.
Andersen oskarżany jest przez Centrum Szymona Wiesenthala, iż na przełomie 1942 i 1943 był strażnikiem w obozie dla Żydów w Bobrujsku na Białorusi, którego więźniowie zostali wymordowani w ramach holocaustu. W 2016 roku został umieszczony na 7. miejscu listy najbardziej poszukiwanych zbrodniarzy nazistowskich Centrum Szymona Wiesenthala. Na tej samej liście znalazł się także inny strażnik z Bobrujska pochodzący z Danii – Helmut Rasbol (wł. Helmuth Leif Rasmussen). Aksel Andersen mieszka w Szwecji.